# Kisho Yano
Kisho Yano, född 5 april 1984 i Shizuoka prefektur, Japan, är en japansk fotbollsspelare som spelar för Tochigi SC.